# Nadine Garner
Nadine Lynette Garner (14 de diciembre de 1970) es una actriz australiana, conocida por haber interpretado a Tamara Henderson en The Henderson Kids y a Jennifer Mapplethorpe en la serie City Homicide.

## Biografía
Nadine está casada con el cinematógrafo Cameron Barnett, la pareja le dio la bienvenida a su primer hijo juntos, Eden Barnett en  2005 y más tarde tuvieron su segundo hijo, Jem Barnett en 2009.

## Carrera
En 1985 apareció como invitada en la popular serie australiana Neighbours donde interpretó a Rachel Burns. 
Entre ese año y 1987 interpretó a Tamara "Tam" Henderson en la serie The Henderson Kids.
En 1991 se unió al elenco de la serie Boys from the Bush donde dio vida a Arlene Toomer hasta 1992.
Entre 1994 y 1995 interpretó a Gloria O'Grady en la serie Class Act.
En 1997 se unió al elenco de la serie Raw FM donde interpretó a Zelda Lee hasta 1998.
En 2005 se unió al elenco de la primera temporada de la serie Blue Water High donde interpretó a Deborah "Deb" Callum, Nadine interpretó de nuevo a Deb ahora como invitada en 2006 durante la segunda temporada.
En 2007 se unió al elenco de la serie policíaca City Homicide donde interpretó a la detective oficial mayor Jennifer Mapplethorpe, hasta el final de la serie en 2011.
En 2008 se convirtió en la embajadora de la fundación benéfica Australian Childhood Foundation.
En 2013 Nadine se unirá al elenco de la serie The Doctor Blake Mysteries donde interpretará a Jean Beazely. Ese mismo año apareció en un episodio de la comedia narrativa It's a Date, la cual explorará la tensión, expectación y complicaciones que trae el hecho de buscar el amor verdadero.
== Filmografía ==

### Series de televisión[5]
| Año             | Título                     | Personaje              | Notas                                   |
| --------------- | -------------------------- | ---------------------- | --------------------------------------- |
| 2013 - presente | The Doctor Blake Mysteries | Jean Beazely           | 44 episodios                            |
| 2013            | It's a Date                | Eve                    | episodio "Do Opposites Attract?"        |
| 2007 - 2011     | City Homicide              | Jennifer Mapplethorpe  | 84 episodios                            |
| 2005 - 2006     | Blue Water High            | Deborah Callum         | 27 episodios                            |
| 2005            | The Secret Life of Us      | Anna                   | 2 episodios                             |
| 2004            | Stingers                   | Evelyn Ballantyne      | episodio "House of Mirrors"             |
| 2002            | Young Lions                | Rebecca Ann Sharpe     | 2 episodios                             |
| 2001            | Changi                     | Lisa                   | episodio "Eddie's Birthday" - miniserie |
| 2001            | Flat Chat                  | Rebelde                | episodio "Nick's Birthday"              |
| 2000            | Water Rats                 | Shelley Andrews        | episodio "Obsession"                    |
| 1999            | Tribe                      | Marie Sinclair         | miniserie                               |
| 1997 - 1998     | Raw FM                     | Zelda Lee              | 13 episodios                            |
| 1996            | Twisted Tales              | Mallory                | episodio "The Crossing"                 |
| 1994 - 1995     | Class Act                  | Gloria O'Grady         | 14 episodios                            |
| 1993            | Phoenix                    | Lindy                  | episodio "Inside Information"           |
| 1991 - 1992     | Boys from the Bush         | Arlene Toomer          | 19 episodios                            |
| 1991            | A Country Practice         | Donna Hume             | 2 episodios                             |
| 1991            | All Together Now           | Karen Moyer            | episodio "I Wanna Be Bobby's Girl"      |
| 1989            | The Flying Doctors         | Judy                   | episodio "Blues for Judy"               |
| 1988            | House Rules                | Sophie                 | 24 episodios                            |
| 1987            | The Henderson Kids II      | Tamara "Tam" Henderson | -                                       |
| 1986            | My Brother Tom             | Jean Quayle            | miniserie                               |
| 1985            | Neighbours                 | Rachel Burns           | 4 episodios                             |
| 1985            | The Henderson Kids         | Tamara "Tam" Henderson | 4 episodios                             |
| 1985            | Prisoner                   | Joven                  | episodio # 1.526                        |

### Películas
| Año  | Título                                      | Personaje       | Notas                                                                                               |
| ---- | ------------------------------------------- | --------------- | --------------------------------------------------------------------------------------------------- |
| 2012 | The Man in the Grass Is My Brother          | -               | corto - junto a Rachel Blackman, Marin Mimica & Timothy Vernon Moore                                |
| 2010 | The Wedding Party                           | Lisa            | junto a Josh Lawson, Isabel Lucas, Steve Bisley, Essie Davis, Kestie Morassi & Nikolai Nikolaeff    |
| 2007 | Razzle Dazzle: A Journey into Dance         | Paulette        | junto a Ben Miller, Kerry Armstrong, Denise Roberts, Tara Morice, Jane Hall & Roy Billing           |
| 2006 | The Book of Revelation                      | Margot          | junto a Tom Long, Greta Scacchi, Colin Friels, Deborah Mailman, Andy McPhee & Ana Maria Belo        |
| 2004 | Through My Eyes                             | Sally Lowe      | junto a Miranda Otto, Craig McLachlan, Peter O'Brien, Grant Bowler, Shaun Micallef & Travis McMahon |
| 2002 | Heroes' Mountain                            | Oficial Federal | junto a Craig McLachlan, Anthony Hayes, Andrew McFarlane, Tony Barry & Andy Anderson                |
| 2000 | The Love of Lionel's Life                   | Lena            | junto a Alex Dimitriades & Matt Day                                                                 |
| 1999 | Fresh Air                                   | Kit             | junto a Bridie Carter, Simon Lyndon & Tony Barry                                                    |
| 1997 | Good Guys Bad Guys: Only the Young Die Good | Jinx            | junto a Alison Whyte, Marcus Graham & Travis McMahon                                                |
| 1994 | Metal Skin                                  | Roslyn          | junto a Aden Young, Ben Mendelsohn & Tara Morice                                                    |
| 1993 | The Feds: Deception                         | Tammy Warren    | junto a Rachael Beck, Angie Milliken & Brian Vriends                                                |
| 1990 | Shadows of the Heart                        | Lanty Fargo     | junto a William McInnes, Marcus Graham, Jason Donovan & Barry Otto                                  |
| 1989 | Mull                                        | Phoebe Mulens   | junto a Bill Hunter, Sue Jones & Nick Giannopoulos                                                  |
| 1987 | Bushfire Moon                               | Sarah O'Day     | junto a Dee Wallace, John Waters & Kim Gyngell                                                      |
| 1986 | The Still Point                             | Sarah           | junto a Ben Mendelsohn & Steve Bastoni                                                              |

### Escritora y directora
| Año  | Película                 | Notas                         |
| ---- | ------------------------ | ----------------------------- |
| 2011 | Afterglow                | corto - directora & escritora |
| -    | Charles Bean's Great War | narradora                     |

### Apariciones
| Año  | Canción                     | Grupo      | Notas                        |
| ---- | --------------------------- | ---------- | ---------------------------- |
| 1998 | What I Don't Know 'Bout You | You Am I's | apareció en el video musical |

### Teatro
| Año         | Obra                                    | Personaje     | Director (a)       | Teatro              | Notas                                                             |
| ----------- | --------------------------------------- | ------------- | ------------------ | ------------------- | ----------------------------------------------------------------- |
| 2011        | Zebra!                                  | Robinson      | Lee Lewis          | Sydney Theatre      | junto a Colin Friels & Bryan Brow                                 |
| 2002 - 2003 | Cabaret                                 | Fraulien Kost | -                  | -                   | -                                                                 |
| 2000        | Life After George                       | Poppy         | Marion Potts       | Sydney Theatre      | junto a Geoff Morrell, Sacha Horler, Melissa Jaffer & Robyn Nevin |
| 2000        | Miss Julie                              | Miss Julie    | Sally Richardson   | Perth Theatre       | -                                                                 |
| 2000        | The V-Monologues                        | -             | -                  | -                   | -                                                                 |
| 2000        | Birds Eye View                          | Mon           | Marin Mimica       | -                   | -                                                                 |
| 1999        | Popcorn                                 | Scout         | Kaarin Fairfax     | -                   | -                                                                 |
| 1999        | The Three Sisters                       | Natalya       | Roger Hodgman      | Melbourne Theatre   | junto a Rodney Afif, Mandy McElhinney & Marta Dusseldorp          |
| 1997, 1998  | The Taming of the Shrew                 | Katerina      | Glenn Elston       | -                   | junto a Nicholas Eadie, Michael Fry & Merridy Eastman             |
| 1997        | The Balcony                             | Carmen        | Bruce Myles        | Melbourne Theatre   | junto a Rodney Afif, Mandy McElhinney & Marta Dusseldorp          |
| 1996        | Summer of the Seventeenth Doll          | Bubba         | Robyn Nevin        | Melbourne Theatre   | junto a Peter Curtin, Genevieve Lemon & Geraldine Turner          |
| 1996        | Solstice                                | Kristin       | Neill Gladwin      | State Theatre       | junto a Don Barker, Kate Ceberano & Kate Kendall                  |
| 1993 - 1994 | Romeo and Juliet                        | Juliet        | Glenn Elston       | Melbourne Theatre   | junto a Jack Finsterer, Rhys Muldoon & Evelyn Krape               |
| 1994        | Amadeus                                 | Constanza     | Jean-Pierre Mignon | Melbourne Theatre   | junto a Michael Bishop, Zoe Burton, Rhys Muldoon & Barry Otto     |
| 1995        | Elsinore                                | Ophelia       | Chris Corbett      | -                   | -                                                                 |
| 1994        | Cosi                                    | Julie/Lucy    | Nadia Tass         | Russell St. Theatre | junto a Barry Otto, Kim Gyngell & Pamela Rabe                     |
| 1990        | Bad Boy Johnny and The Prophets Of Doom | Desire        | Terry O'Connell    | Melbourne Theatre   | junto a Daniel Abineri, Steve Bastoni & Gary Olsen                |
| 1989        | The Cherry Orchard                      | Annya         | Roger Hodgman      | Playhouse Theatre   | junto a Dennis Coard, Helen Morse, Robyn Nevin & Pamela Rabe      |
| 1987        | A Day in the Death of Joe Egg           | -             | Simon Phillips     | Ruseell Theatre     | junto a Belinda Davey, Jacki Weaver & Roger Oakley                |
| -           | The Three Sisters                       | Irena         | Francesca Smith    | 20/20 Theatre       | -                                                                 |
| -           | The School for Wives                    | Agnes         | Jean-Pierre Mignon | Nouveau Theatre     | -                                                                 |

## Premios y nominaciones
| Año  | Categoría                                                              | Premio                                        | Serie/Película/Obra   | Resultado |
| ---- | ---------------------------------------------------------------------- | --------------------------------------------- | --------------------- | --------- |
| 2012 | Best Screenplay in a Short Film                                        | AACTA Award                                   | Afterglow             | Nominada  |
| 2003 | Best Supporting Actress in a Musical                                   | Melbourne Green Room Award                    | Cabaret               | Ganadora  |
| 2003 | Best Supporting Actress in a Musical                                   | Helpmann Award                                | Cabaret               | Ganadora  |
| 2003 | Outstanding Performance in a Stage Musical                             | Australian Dance Award                        | Cabaret               | Nominada  |
| 2003 | Best Supporting Actress in a Musical                                   | MO Award                                      | Cabaret               | Nominada  |
| 1997 | Best Performance by an Actress in a Leading Role in a Television Drama | AFI Award                                     | Raw FM                | Nominada  |
| 1995 | Best Actress in a Supporting Role                                      | FCCA Award                                    | Metal Skin            | Ganadora  |
| 1995 | Best Actress in a Supporting Role                                      | AFI Award                                     | Metal Skin            | Nominada  |
| 1988 | Best Actress in a Lead Role                                            | AFI Award                                     | Mull                  | Ganadora  |
| 1987 | Best Performance by a Juvenile                                         | Television Society of Australia Penguin Award | The Henderson Kids II | Ganadora  |
| 1986 | Best Performance by a Juvenile                                         | Logie Award                                   | The Henderson Kids    | Ganadora  |
| 1985 | Special Recognition for Performance by an Actress in a Mini-series     | Television Society of Australia Penguin Award | The Henderson Kids    | Ganadora  |